# Parafia św. Urszuli w Szemborowie
Parafia Świętej Urszuli w Szemborowie jest jedną z 7 parafii leżącą w granicach dekanatu strzałkowskiego. Erygowana około 1640.
Wieloletnim proboszczem był ks. kan. Edmund Konarski. 

## Dokumenty
Księgi metrykalne: 
- ochrzczonych od 1885 roku
- małżeństw od 1885 roku
- zmarłych od 1885 roku